# Goldene Kamera 1998
Die Verleihung der Goldenen Kamera 1998 fand am 10. Februar 1998 im Konzerthaus am Gendarmenmarkt in Berlin statt. Es war die 33. Verleihung dieser Auszeichnung. Das Publikum wurde durch August A. Fischer (Vorstandsvorsitzender des Axel-Springer-Verlages) begrüßt. Die Moderation übernahm Tommi Ohrner. An der Veranstaltung nahmen etwa 1000 Gäste teil. Die Verleihung wurde am 15. Februar 1998 um 21:45 Uhr auf dem Fernsehsender ZDF übertragen. Die Leser wählten in der Kategorie Beliebteste deutsche Kommissarin ihren Favoriten.

## Preisträger

### Beste Schauspielerin
- Meret Becker – Comedian Harmonists
- Veronica Ferres – Die Chaos-Queen und Eine ungehorsame Frau

### Bester Schauspieler
- Ben Becker – Schlafes Bruder und Comedian Harmonists
- Hans Brenner – Todesspiel
- Heinz Hoenig – Der König von St. Pauli
- Til Schweiger – Knockin’ on Heaven’s Door

### Beliebteste deutsche Kommissarin
- Hannelore Hoger – Bella Block (Hörzu-Leserwahl)

### Bestes Album
- Kelly Family – Growin’ Up

### Beste deutsche TV-Serie
- Lindenstraße

### Beste Moderation
- Petra Gerster – ML Mona Lisa

### Beste Nachwuchsschauspielerin
- Christiane Paul (Lilli-Palmer-Gedächtniskamera)

### Beste Pop-Musik
- Bell, Book & Candle

### Bester Reporter
- Friedhelm Brebeck (ARD), (drei Jahre in Sarajevo)

### Hilfe bei der Oderflut 1997
- Matthias Platzeck

### Auszeichnungen für internationale Gäste

#### Beste Schriftstellerin
- Rosamunde Pilcher – Der Preis der Liebe

#### Erfolgreicher Produzent, Regisseur und Schauspieler
- Kevin Costner

#### Lebenswerk
- Jean-Paul Belmondo
- Alain Delon

## Sonstiges
- Veronica Ferres vergoss Freudentränen, als sie den Preis entgegennahm.[2]
- Die Schauspieler des Films Comedian Harmonists traten als Rapper auf die Bühne.

## Weblink
- Goldene Kamera 1998 – 33. Verleihung